# Ann Walker
Ann Walker (* 20. Mai 1803 in Lightcliffe; † 25. Februar 1854) war eine englische Gutsbesitzerin aus der Grafschaft West Riding of Yorkshire. Sie und ihre Partnerin Anne Lister schlossen 1834 in einer privaten Zeremonie in der Holy Trinity Church in York einen Lebensbund, den sie selbst als „Eheschließung“ bezeichneten, auch wenn diese rechtlich und kirchlich nicht anerkannt wurde.

## Frühe Lebensjahre
Ann Walker wurde als Tochter von John und Mary Walker (geb. Edwards) geboren. Sie wurde in der St Matthew’s Church in ihrem Geburtsort Lightcliffe getauft und lebte in ihren frühen Lebensjahren mit ihren Eltern, ihren Schwestern Mary und Elizabeth und dem Bruder John in Cliffe Hill, bis ihre Familie, als sie sechs Jahre alt war, nach Crow Nest zog. Anns Schwester Mary starb im Jahr 1815. Ann war 19 Jahre alt, als ihr Vater am 29. April 1823 starb. Im selben Jahr, am 20. November 1823, verlor Ann mit 20 Jahren auch ihre Mutter. Anns jüngerer Bruder John erbte das Familienanwesen Crow Nest. Ende Oktober 1828 heiratete Anns Schwester Elizabeth Captain George Mackay Sutherland und zog mit ihm nach Ayrshire. Nach dem Tod ihres Bruders John im Jahr 1830 wurden Ann und ihre Schwester Elizabeth alleinige Erbinnen von Crow Nest, was einen beträchtlichen Reichtum mit sich brachte. Ann lebte in den 1820er Jahren weiterhin im Gutshaus von Crow Nest, bis sie 1831–1832 nach Lidgate, einem kleineren Haus auf dem Anwesen, zog. Dort kam es zu einer Wiederbegegnung mit Anne Lister, die sie am 6. Juli 1832 zu umwerben begann.

## Lebensbund/„Heirat“

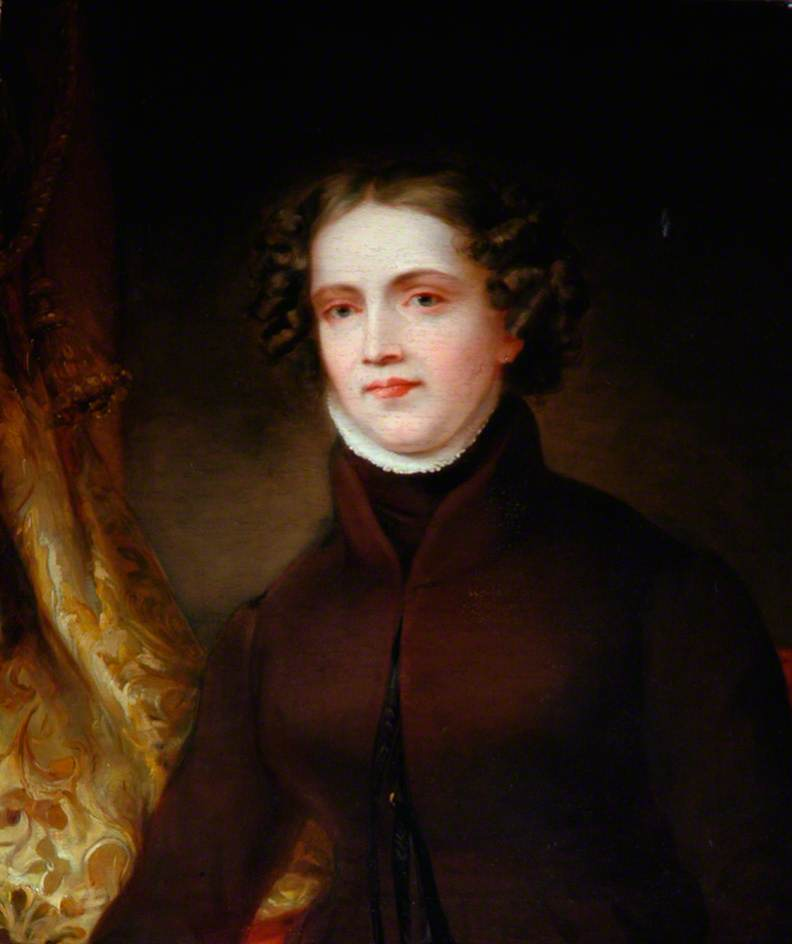
Anne Lister, Porträt von Joshua Horner, um 1830

Ann Walker und Anne Lister (1791–1840) lebten mehrere Jahre auf benachbarten Anwesen und trafen sich gelegentlich. Erst 1832 begannen sie eine romantische und sexuelle Beziehung. Diese Beziehung intensivierte sich über die folgenden Monate, bis Ann Walker und Anne Lister schließlich am 27. Februar 1834 als Zeichen ihres Bekenntnisses zueinander die Ringe tauschten. Sie empfingen zusammen am Ostersonntag (30. März) 1834 in der Holy Trinity Church in York die Kommunion, um ihre Vereinigung zu besiegeln, und betrachteten sich ab diesem Zeitpunkt als verheiratet. Eine blaue Gedenktafel an der Gebäudemauer, die 2019 eingeweiht wurde, erinnert an dieses Ereignis. Nach der Eheschließung lebten sie zusammen in Shibden Hall, dem Familiensitz von Anne Lister. Zusammen unternahm das Paar weite Reisen, bis Anne Lister 1840 auf einer der Reisen in Georgien starb. Damit sie in der Gruft der Familie Lister in Halifax beigesetzt werden konnte, ließ Ann Walker Annes Körper für die sechs Monate dauernde Rückreise einbalsamieren. Anne Listers Testament gewährte Ann Walker ein lebenslanges Nießbrauchsrecht für das Anwesens Shibden Hall.

## Glaube und Philanthropie

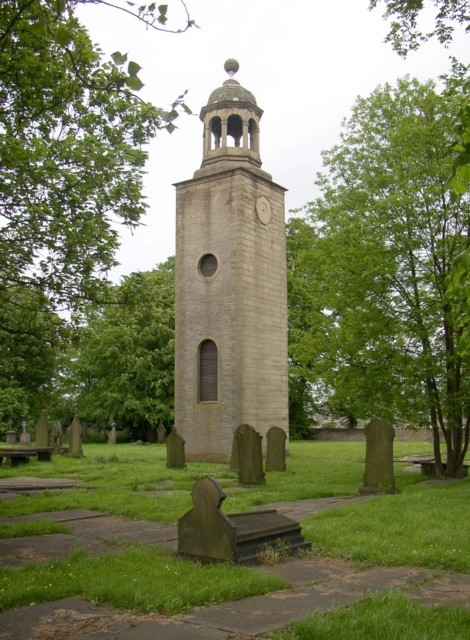
Turm der Old St Matthew’s Church, wo die Gedenktafel für Ann Walker hängt

Ihr christlicher Glaube war Ann Walker außerordentlich wichtig, ebenso wie ihre philanthropischen Bemühungen. Sie betete ihr ganzes Leben lang regelmäßig in der St Matthew’s Church in Lightcliffe und las ihrer Familie und ihren Bediensteten sonntags auch Gebete und Bibeltexte vor. Walker mochte Kinder sehr und gründete eine eigene Sonntagsschule für sie. Sie kümmerte sich auch gut um ihre Dienerschaft, wie ein Brief nach Hause während ihrer Auslandsreise 1840 beweist, in dem sie die Geschenke aufführt, die jeder von ihnen zu Weihnachten in ihrer Abwesenheit erhalten sollte.

## Psychische Gesundheit
Ann Walker hatte zeitlebens mit psychischen Problemen zu kämpfen. Sie war anfällig für Angstzustände und Depressionen, die teilweise mit ihrem religiösen Glauben zu tun hatten. Im Jahr 1843, drei Jahre nach dem Tod von Anne Lister, wurde sie für „unzurechnungsfähig“ erklärt und gewaltsam von Shibden Hall in eine Anstalt in York gebracht. Später zog sie in das Anwesen ihrer Familie in Lightcliffe zurück und lebte bis zu ihrem Tod im Jahr 1854 in Cliffe Hill.

## Tod
Ann Walker starb am 25. Februar 1854 im Alter von 50 Jahren. In ihrer Sterbeurkunde wurde die Todesursache als „Stauung des Gehirngewebes“ angegeben. Sie wurde unter der Kanzel der alten St Matthew’s Church beigesetzt. Die Kirche wurde später abgerissen und durch einen Neubau an anderer Stelle in Lightcliffe ersetzt; der Turm der alten Kirche blieb jedoch erhalten. In diesem Turm erinnert eine Messing-Gedenktafel (vorher in der Kirche angebracht) an Ann Walkers Beerdigung. Die Gedenktafel konnte am 14. September 2019 besichtigt werden, als der Turm im Rahmen eines Denkmaltages für die Öffentlichkeit geöffnet worden war.

## Vermächtnis

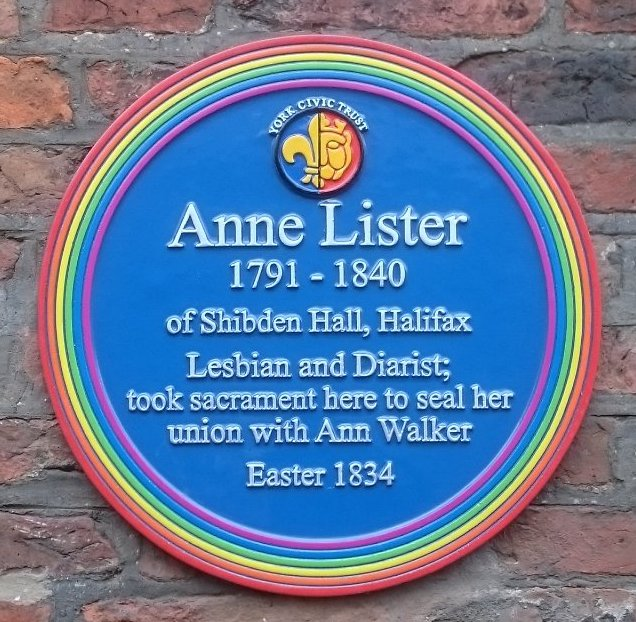
Regenbogengedenktafel in York, Großbritannien, gewidmet dem Ehebund von Anne Lister mit Ann Walker (2019)

Es sind keine Porträts von Ann Walker bekannt. Einige ihrer Briefe befinden sich im Archiv von West Yorkshire. Vieles, was über Ann Walker überliefert ist, stammt aus den Aufzeichnungen von Anne Lister, die ihr gesamtes Erwachsenenleben hindurch detaillierte Tagebücher führte. Von Ann Walker wurden keine Tagebücher gefunden; es ist wahrscheinlich, dass viele ihrer Hinterlassenschaften vernichtet wurden, weil die erweiterte Familie Walker ihre Beziehung zu Anne Lister als beschämend ansah.
Insbesondere die LGBT-Community erinnert an Ann Walker und Anne Lister wegen ihrer für damalige Zeiten unüblichen Lebenswege.
Im Jahr 2019 strahlte der amerikanische Fernsehsender HBO die britisch-amerikanische Dramaserie Gentleman Jack aus, die auf den Tagebüchern Anne Listers basiert, die den Spitznamen Gentleman Jack trug, von ihren Freundinnen aber auch Fred genannt wurde. Die Serie spielt um die Zeit, als Lister Ann Walker wiederbegegnete und eine Beziehung mit ihr einging.